# Centrale hydroélectrique du Loch Sloy
La centrale hydroélectrique du Loch Sloy est une installation hydroélectrique située entre le Loch Sloy et Inveruglas, sur la rive ouest du Loch Lomond en Écosse.
Le projet a été conçu par les architectes d’Édimbourg Tarbolton & Ochterlony. Après la mort de Matthew Ochterlony en 1946, le projet a été poursuivi par Harold Tarbolton seul.
La construction a commencé en mai 1945, sous les auspices du North of Scotland Hydro-Electric Board et s’est achevée en 1949. La cérémonie d’ouverture officielle a eu lieu le 18 octobre 1950 et a été suivie par la reine mère Elizabeth. Le projet a revendiqué un nouveau record britannique de petits tunnels en janvier 1951, après qu’une distance de 278 pieds ait été forée sur une période de sept jours.
Historic Scotland a désigné le bâtiment moderne de la centrale électrique et le barrage comme bâtiments classés des catégories A et B respectivement,.
Vingt et un hommes ont perdu la vie pendant la construction. La main-d’œuvre comprenait également des prisonniers de guerre allemands.
L’installation est exploitée par Scottish and Southern Energy, et est normalement en mode veille, prête à produire de l’électricité pour répondre aux pics soudains de demande. Elle peut atteindre sa pleine capacité dans les 5 minutes suivant un signal de départ.